# Halsjärn

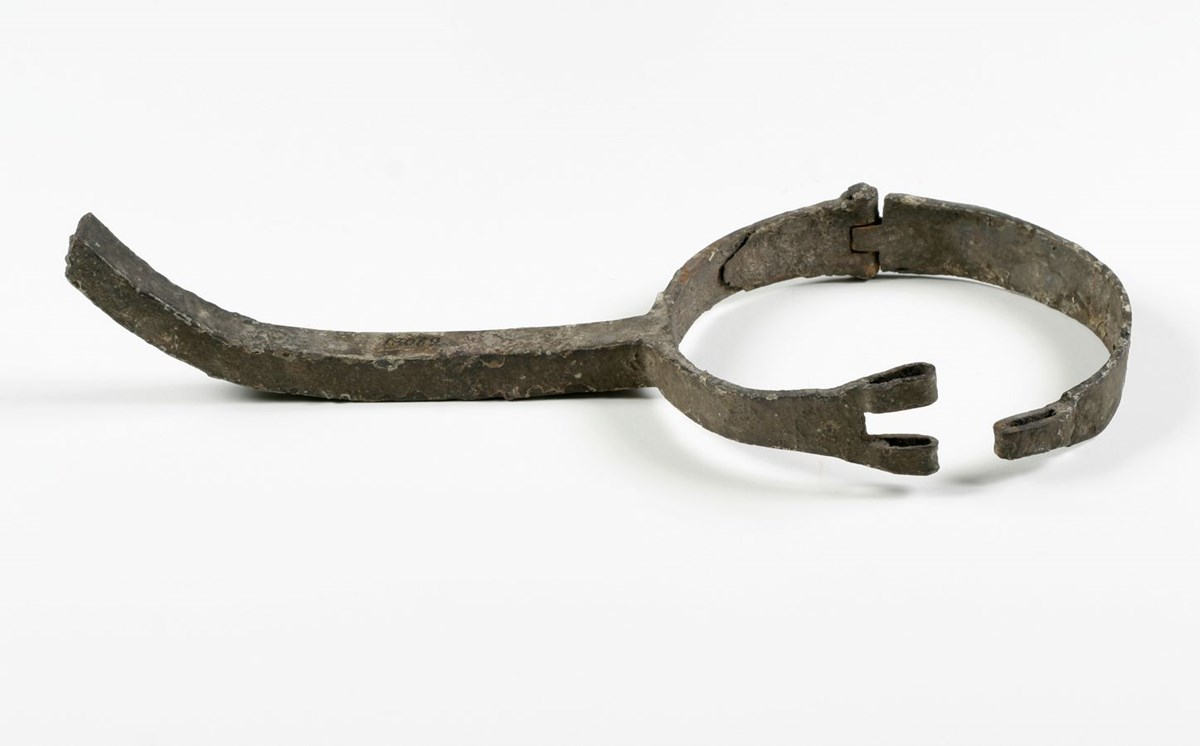
Halsjärnet för inmurning i vägg från ca 1700 till 1800-talet.

Halsjärn är ett gammalt redskap som användes för tortyr genom att minska rörelsefriheten. Halsjärnet användes främst för skamstraff, men var även ett hjälpmedel när det kom till piskning. Halsjärnet var fäst på en skampåle, en skamstock eller mellan två tegelstenar i en vägg när någon skulle tuktas genom skamstraff till allmän beskådan. Skamstocken var monterad på en upphöjd plattform där förbrytaren sattes fast i halsjärnet för att bestraffas offentligt.
En skampåle med halsjärn skulle finnas vid varje tingsställe.